# Zebraplatys fractivittata
Zebraplatys fractivittata là một loài nhện trong họ Salticidae.
Loài này thuộc chi Zebraplatys. Zebraplatys fractivittata được Eugène Simon miêu tả năm 1909.